# Michigan City (Dacota do Norte)
Michigan City é uma cidade localizada no estado norte-americano de Dacota do Norte, no Condado de Nelson.

## Demografia
Segundo o censo norte-americano de 2000, a sua população era de 345 habitantes.
Em 2006, foi estimada uma população de 298, um decréscimo de 47 (-13.6%).

## Geografia
De acordo com o United States Census Bureau tem uma área de
1,4 km², dos quais 1,4 km² cobertos por terra e 0,0 km² cobertos por água.

## Localidades na vizinhança
O diagrama seguinte representa as localidades num raio de 32 km ao redor de Michigan City.